# Kerung
Kerung is een bestuurslaag in het regentschap Lahat van de provincie Zuid-Sumatra, Indonesië. Kerung telt 700 inwoners (volkstelling 2010).